# Dominique Khalfouni
Dominique Khalfouni (Charenton-le-Pont, 23 giugno 1951) è un'ex ballerina francese, danseur étoile del balletto dell'Opéra di Parigi  dal 1976 al 1980 e poi prima ballerina del Ballet National de Marseille dal 1980 agli anni 1990.

## Biografia
Dopo gli studi alla scuola di danza dell'Opéra di Parigi, nel 1968 si è unita al corps de ballet della compagnia e nel 1976 è stata proclamata danseuse étoile dopo aver danzato il ruolo di Anastasia in Ivan il Terribile. Nel 1980 ha lasciato la compagnia per unirsi al Ballet National de Marseille in veste di prima ballerina e l'anno successivo ha danzato per sei mesi con l'American Ballet Theatre su invito da Michail Baryšnikov, che ha danzato come suo partner in Giselle.
Gli anni ottanta sono stati profondamente segnati anche dal sodalizio artistico con Roland Petit. Durante gli anni novanta l'attività sulle scene si è diradata in favore dell'insegnamento all'Opéra de Marseille e poi all'École nationale supérieure de danse de Marseille. Nel 1995 ha vinto il Prix Benois de la Danse.
Dalla relazione con il ballerino Denis Ganio, solista del Ballet National de Marseille, ha avuto i figli Marine e Mathieu Ganio, entrambi ballerini.